# Kuksek
Kuksek är en sjö i Arjeplogs kommun i Lappland och ingår i Skellefteälvens huvudavrinningsområde. Sjön har en area på 0,623 kvadratkilometer och ligger 630 meter över havet. Sjön avvattnas av vattendraget Riebnesströmmen.

## Delavrinningsområde
Kuksek ingår i det delavrinningsområde (739656-155106) som SMHI kallar för Utloppet av Kuksek. Medelhöjden är 760 meter över havet och ytan är 6,17 kvadratkilometer. Räknas de 15 avrinningsområdena uppströms in blir den ackumulerade arean 189,46 kvadratkilometer. Riebnesströmmen som avvattnar avrinningsområdet har biflödesordning 2, vilket innebär att vattnet flödar genom totalt 2 vattendrag innan det når havet efter 351 kilometer. Avrinningsområdet består mestadels av skog (45 procent) och kalfjäll (45 procent). Avrinningsområdet har 0,62 kvadratkilometer vattenytor vilket ger det en sjöprocent på 10,1 procent.